# صالح العجيري (لاعب كرة قدم)
صالح سعد العجيري (مواليد 2 يوليو 1983) هو لاعب كرة قدم سعودي .
لعب سابقاً في أندية الجيل والدرعية و النجوم والعين .